# Berufskolleg zum Erwerb der Fachhochschulreife
Das Berufskolleg zum Erwerb der Fachhochschulreife (oder kurz BKFH) ist eine Vollzeitschule des zweiten Bildungsweges in Baden-Württemberg, Deutschland. Aufbauend auf der mittleren Reife sowie einer Berufsausbildung kann an dieser Schule innerhalb eines Jahres durch vertiefenden allgemeinen und fachtheoretischen Unterricht die bundesweit anerkannte allgemeine Fachhochschulreife (auch bekannt als Fachabitur) erworben werden. Manche Schulen bieten das BKFH auch in einer zweijährigen Teilzeitform als "Abendberufskolleg" an, was besonders für berufstätige Menschen eine Möglichkeit zum Erwerb der Fachhochschulreife eröffnet. 
Eine Sonderform stellt das zweijährige Berufskolleg zum Erwerb der Fachhochschulreife in Vollzeit dar. Dieses setzt für die Aufnahme lediglich die mittlere Reife voraus und ist somit am ehesten mit einer Fachoberschule in anderen Bundesländern vergleichbar. Im ersten Jahr sind neben dem Unterricht auch noch Betriebspraktika zu absolvieren. Das zweite Jahr ist ähnlich strukturiert wie das einjährige Berufskolleg. 
Das BKFH gibt es in verschiedenen beruflichen Richtungen, die sich jeweils durch das berufliche Schwerpunktfach unterscheiden. Dieses wird abhängig von der Schule durch die vorangegangene Berufsausbildung vorgegeben, oder kann selbst gewählt werden. So wird für kaufmännische Berufe das BKFH mit BWL als Schwerpunktfach angeboten. Bei gewerblichen Berufen muss das Fach Technische Physik absolviert werden. Weitere Richtungen sind: Landwirtschaftliche Richtung, Hauswirtschaftliche Richtung, Sozialpädagogische Richtung.